# ジョン・ポール・ヴァン
ジョン・ポール・ヴァン（英語: John Paul Vann、出生名ジョン・ポール・トリップ、1924年7月2日 - 1972年7月9日）はアメリカ軍の元軍人。最終階級は中佐。彼はベトナム戦争での活躍で有名になったが、後に退役した。ベトナム戦争の最中、彼は一度戦線から離れたが、アメリカ合衆国国際開発庁の指示の下で軍人としてではなくアメリカ国民として軍を指揮した。彼はベトナム戦争で兵隊を指揮する最初のアメリカ市民となった。後に彼は大統領自由勲章を授かり、ベトナムで殊勲勲章を持っている唯一の市民となった。彼は1972年に47歳でヘリコプターの事故で死亡した。

## 生い立ち
ジョン・ポール・ヴァンはジョン・ポール・トリップとしてバージニア州のノーフォークで生まれた。彼の実の父親はジョン・スプライという名の男だったが、彼の母親のマートル・リー・トリップが後にアロン・フランク・ヴァンと結婚したため、彼は義父の姓を継ぐことになった。ヴァンには３人の兄弟がいて、それぞれドロシー・リー、アロン・フランク・ジュニア、そしてユージーン・オラスという名前だった。ヴァン家は貧困層に近い生活を送っていたが、ジョンは寄付によってフェラム高校の寮で学ぶことができた。彼は高校から1941年に卒業し、1943年に短期大学プログラムから卒業した。第二次世界大戦が始まるなか、ヴァンはパイロットになることを目指した。

## 軍歴
1943年、18歳の年にして、ヴァンはアメリカ空軍に入隊した。彼はその後パイロット訓練を行った後、空軍士官学校へ入学。1945年には少尉の位についたが、戦争は彼が出征する前に終わった。
ヴァンはロチェスターで会ったマリー・ジェーン・アレンと1945年10月に結婚した。この時彼は21歳だった。彼らは5人の子供を授かった。
1947年に空軍が陸軍から独立したが、ヴァンは軍に留まることを選択し、陸軍に移転した。彼は物流担当として韓国と日本の基地に派遣され、それらの基地に3年余り滞在することになる。朝鮮戦争が1950年6月に始まった時、ヴァンは彼が所属する第25歩兵師団の戦線への移動を調整した。ヴァンは師団と共に釜山橋頭保の戦いに投入され、仁川上陸作戦で援軍が到着するまで戦い続けた。
1950年末、隊長となったヴァンは第八陸軍部隊の指揮を任せられた。彼は三か月間にも及ぶ偵察任務を敵の背後で指揮したが、彼の子供の一人が重病にかかるとアメリカへ帰国した。アメリカにいる最中、ヴァンはラトガーズ大学の予備役将校訓練課程プログラム（軍人を目指す大学生を勧誘するプログラム）に関わることになり、そこで経済学と統計学の学士を獲得した。
1954年にヴァンは西ドイツのシュヴァインフルトにて第16歩兵師団に入り、砲撃班の班長となった。翌年、彼は少佐の位を与えられ、ヨーロッパにおけるアメリカ軍の本拠地があったハイデルベルクに移転させられた。そこで彼は元々の物流仕事につき、働いた。
3年後の1957年にヴァンはアメリカ陸軍指揮幕寮大学で学ぶためにアメリカに戻った（この大学で学ぶことが更なる昇進の前提）。この期間中、ヴァンはシラキュース大学から経営学修士を受け取り、マックスウェル行政大学院で行政学の博士号を受け取れる基準を満たした。彼は1961年に中佐への位へと昇進した。

### ベトナム戦争での活躍
ヴァンは1962年に南ベトナムに自主的に移転し、共和国陸軍の第四歩兵師団に入った。彼は激しいゲリラ戦争を目にし、ベトナム戦争でのアメリカ軍の戦略を非難するようになった。後に彼は偵察機で戦闘を上空から指揮してさらに敵の銃撃を受けたことで、殊勲飛行十字章を受章した。彼は戦略の不効率さをアピールするために、ニューヨーク・タイムズの記者デイビッド・ハルバースタムに戦況や指揮官に対する彼の嫌悪を伝えることが多々あった。
ヴァンはベトナムでの任務を翌年の三月に終え、その数か月後に退役した。

## 民間人としての戦争での活躍
ヴァンは退役してからデンバーで仕事を見つけ、そこで軍事産業の分野で働いた。彼はそこで二年間近く働いていたが、1965年に国際開発庁（USAID）に転職し、役員として同年3月にベトナムに復帰することになった。
ヴァンは1968年11月まで、米軍のベトナム占領をサポートしたCORDS作戦の副長官を務めた。CORDSにはUSAID以外の組織でも広報文化交流局、中央情報局、そして国務省などが加わっていた。ヴァンは、CORDS作戦以外にも、8万人以上の敵兵（市民も入っていた可能性がある）を「無力化」したフェニックス作戦にも加わっていた。
ヴァンはベトナムでの将校、兵士、そして市民達に非常に尊敬されていた。彼は戦略に博識で、物量で相手を圧倒するスワーミング戦略より、少数のグループで機動性を重視した戦略を使うことが多かった。ほとんどの米兵とは違い、ヴァンは南ベトナムの兵士達に丁寧な対応をした。彼はベトナム兵士達の士気を上げるため、様々なトレーニングや工夫をした。さらに、彼は米兵達にベトナム文化にできるだけ慣れるように勧めたことも多々あった。1970年代初期、アメリカ軍のベトナムからの撤退が本格化していた頃、ヴァンは第二歩兵連隊の総括者に昇級された。人員が足りなかったこともあり、ヴァンは実質彼が総括する地域全てのアメリカ軍人を総括することとなった。彼は米軍には入っていなかったので何も軍級などはつけられていなかったが、彼が持つ責任は大佐の階級と同じくらいだったと言われている。

## 死
コントゥムの戦いの3日後、ヴァンは乗っていたヘリコプターが墜落し、死亡。享年47歳。1972年6月16日にアーリントン国立墓地に埋葬された。彼の葬式にはウィリアム・ウェストモアランド大将、エドワード・ランスデール少将、ルシエン・コネイン大佐などの軍事的な関係者だけでなく、上院議員のエドワード・ケネディーや経済学者のダニエル・エルズバーグなども参列した。

## 影響
同年6月18日に、ニクソン大統領はヴァンに大統領自由勲章を与えた。この勲章は、市民が得ることのできる最高位の勲章であった。他にも、ヴァンは名誉勲章や、殊勲十字章などを死後授章した。軍人以外でこれほど勲章を授与されたのは、第二次世界大戦以降でヴァンだけであった。
後に、ネイル・シーハンは「輝かしい嘘」というヴァンの生涯を描いた本を出版し、ピューリッツアー賞を獲得した。1998年に、HBOはその本を題材とした映画を作った。